# Serafino (tifoso)

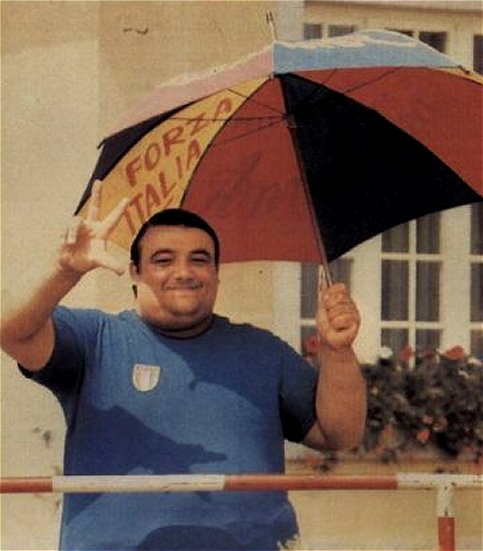
Serafino a Buenos Aires durante il campionato mondiale di calcio 1978

Giuseppe Serafini, noto semplicemente come Serafino (Milano, 23 maggio 1946 – Palermo, 17 aprile 1980), è stato un celebre e atipico personaggio dell'ambiente del calcio italiano degli anni settanta.

## Biografia
Di origine ligure, dotato di una mole imponente (arrivò a pesare 200 kg) e di una voce da tenore, frequentava gli ambienti del mondo dello sport esercitando la professione di tifoso. Nel corso degli anni settanta fu ingaggiato da molte società per rianimare le proprie curve, partendo dalla Ignis (pallacanestro), proseguendo con l'Inter di Helenio Herrera, il Milan di Gianni Rivera e la Juventus di Giampiero Boniperti.
Fu chiamato da Renzo Barbera, presidente del Palermo, per sollevare l'umore dei tifosi palermitani. Nell'album Calciatori Panini 1974-1975 compare in caricatura in un'appendice umoristica a vignette sul regolamento del calcio da completare con le figurine, disegnata da Bruno Prosdocimi. La sua foto fu inoltre pubblicata su Newsweek. Alla fine dei settanta era oramai divenuto il tifoso più noto d'Italia.
Fu tifoso della Pistoiese ai tempi della presidenza Melani, in cui la squadra arancione salì dalla Serie D alla Serie A; pare fosse un tifoso a pagamento e non si può escludere che Melani lo abbia ingaggiato per animare la tifoseria arancione, anche se all'epoca lo stadio della Pistoiese era gremito in ogni ordine di posto. Indossava le maglie delle varie squadre e resta un mistero come fosse possibile trovarne per la sua taglia corpulenta ma le indossava una sopra l'altra mettendo di volta nello strato superiore quella che intendeva promuovere in quel momento. Serafino frequentava assiduamente i luoghi del tifo, in particolare il cosiddetto Muro del pianto, in Piazza San Francesco, così chiamato perché i tifosi della Pistoiese sostenevano che in quel posto si organizzassero più piagnistei che sorrisi. Serafino era però bravo a farsi vedere solo quando c'era entusiasmo dopo una vittoria quando non era difficile che qualcuno gli sganciasse qualche obolo.
Compariva inoltre alle partite della nazionale di calcio dell'Italia, dove armato di tamburo, maglia azzurra, corni, cappellone e piatti faceva sentire il suo supporto alla squadra divertendo il pubblico sugli spalti e anche quello da casa, con le inquadrature che le telecamere Rai gli dedicavano, e che ne facevano accrescere la popolarità. Oltre che nelle partite della nazionale, era presente anche agli incontri più importanti delle squadre di club italiane in campo internazionale, come a Bilbao nel 1977 in occasione della finale di ritorno della Coppa UEFA di quell'anno, tra Athletic Bilbao e Juventus, come ricordò tempo dopo l'attaccante basco Javier Irureta.
Oltre che agli incontri di calcio, Serafino era solito presenziare anche ai maggiori incontri di tennis, in particolar modo a quelli di Coppa Davis con gli azzurri protagonisti, come nella finale del 1979 tra Stati Uniti e Italia a San Francisco, dove Serafino entrò in campo per un breve e divertente siparietto con John McEnroe. La Federazione Italiana Tennis, che non apprezzava particolarmente la sua presenza, negò che ricevesse da quest'ultima alcuna forma di sostegno finanziario.
In seguito alla sua scomparsa, avvenuta nella primavera del 1980 a Palermo per mancanza di ossigenazione ai polmoni a causa della cosiddetta sindrome di Pickwick, Serafino è stato ricordato dalla stampa nazionale, e comparato con altri personaggi della tifoseria azzurra o analoghi "tifosi ufficiali" di altre nazionali, come lo spagnolo Manolo «el del Bombo», e il portoghese Pacheco.